# Azphalt Inferno 2
Azphalt Inferno 2 ist das zweite Mixtape des deutschen Rappers Azad. Es wurde am 9. April 2010 veröffentlicht und stieg in Deutschland auf Platz 18 der Albumcharts ein.
Am 21. Mai 2010 erschien die einzige Singleauskoppelung Fly Away / Immer wenn es regnet, die Remix-Versionen der beiden Songs sowie Instrumentals und Acapellas beinhaltet. Zu dem Song Fly Away wurde, zusammen mit Kool Savas & Francisco, ein Video gedreht, das am 30. April 2010 veröffentlicht wurde.
Das Album enthält vier Lieder, auf denen Azad selbst nicht rappt, sondern ausschließlich Gastmusiker zu hören sind: Murder, Scheizz auf Alle, Wenn die Strasse spricht und Waz Lan Waz.

## Inhalt

### Titelliste
| #  | Titel                    | Gastbeiträge                                       | Produzent                    | Länge |
| -- | ------------------------ | -------------------------------------------------- | ---------------------------- | ----- |
| 1  | Komm Ran                 |                                                    | X-plosive                    | 2:55  |
| 2  | Fuck Tha Police 2010     | Godsilla und Navigator                             | Djorkaeff und Beatzarre      | 2:57  |
| 3  | Welt des Scheins         | Snaga                                              | Abaz, Tango und Cash         | 2:25  |
| 4  | So Much Trouble          | Chaker                                             | Sti                          | 1:57  |
| 5  | Bozz Effekt              | Manuellsen und SAW                                 | GEE Futuristic und X-plosive | 3:29  |
| 6  | Murder                   | Manuellsen und Kee-Rush                            | Juh-Dee                      | 3:23  |
| 7  | La Vie Cut               |                                                    | Sti                          | 0:54  |
| 8  | Immer wenn es regnet     |                                                    | Abaz                         | 2:32  |
| 9  | Scheizz auf Alle         | Jeyz                                               | Abaz                         | 2:43  |
| 10 | Waz loz                  | Hanybal                                            | X-plosive                    | 2:47  |
| 11 | Wenn die Strasse spricht | Chaker                                             | Benny Blanco                 | 2:44  |
| 12 | Drive by Sound           | Hanybal                                            | Sti                          | 2:55  |
| 13 | Es ist wie es ist        | Chaker                                             | Sti                          | 2:19  |
| 14 | Rollin' like a Bozz      | Manuellsen und Francisco                           | GEE Futuristic               | 3:49  |
| 15 | Futurama Remix           | Kool Savas, Havoc (von Mobb Deep) und Moe Mitchell | Brisk Fingaz und High Hat    | 2:56  |
| 16 | Fly Away                 | Kool Savas und Francisco                           | GEE Futuristic und Yeebrass  | 3:57  |
| 17 | Waz Lan Waz              | Adem                                               | Dervizz                      | 2:30  |
| 18 | Kopfschuzz               | Jeyz, Juvel und Manuellsen                         | Azad und m3&Noyd             | 3:29  |
| 19 | Aufz Maul                | Tone und Manuellsen                                | Sti                          | 2:25  |
| 20 | Tag aus Tag ein          | Jeyz                                               | Sti                          | 2:37  |
| 21 | Blocktränen              | Chaker                                             | Sti und Benny Blanco         | 3:26  |

### Stil
Das Album ist Azads Erstes nach der Auflösung seines Musiklabels Bozz Music. Azad distanziert sich nicht von seiner Vergangenheit mit Bozz Music, sondern bekennt sich auf mehreren Stellen des Albums zu ihr.
Azphalt Inferno 2 enthält sowohl harte Battletracks (wie zum Beispiel Komm Ran), als auch sozialkritische und melancholischere Texte (wie etwa Fly Away) und setzt damit den inhaltlichen Stil seiner Vorgänger weitgehend fort.

## Rezeption
Die Rezeption des Albums fällt sehr differenziert aus.
So werden beispielsweise die Gastbeiträge, die sogenannten Features, häufig als störend und überflüssig empfunden – besonders Adems Auftritt auf Waz Lan Waz ist ein verbreiteter Grund zur Kritik. Positiv werden dagegen zum Beispiel die Beiträge der Rapper Tone, Snaga und Godsilla bewertet.

„[…] [V]ielleicht sollte nicht jeder Homie gleich auf einer Platte gastieren […]“

Die Beats hingegen – die musikalischen Untermalungen der einzelnen Lieder – fast durchgängig als atmosphärisch passend und stimmungsvoll beschrieben, und in den meisten Fällen positiv aufgenommen:

„[D]as Beat-Fundament [gerät] gewohnt makellos.“

Dass das Album seinen Vorgängern stilistisch gesehen ähnelt, ist der Aspekt, der in der Rezeption des Albums den meisten Raum einnimmt. Die Beurteilung dieses Umstandes fällt jedoch unterschiedlich aus: Manche Kritiker sehen in Azphalt Inferno 2 ein „ordentliches“ oder gar „überdurchschnittliches Album“, auf andere wiederum wirkt das Album „eintönig“ und zu wenig innovativ.

„Auf ‚Azphalt Inferno 2‘ bekommt man exakt dasselbe wie auf jedem anderen Azad Release seit … Ich weiß es nicht mal mehr. Fünf Jahren?“

## Chartplatzierungen
| ChartsChartplatzierungen | Höchstplatzierung | Wochen |
| ------------------------ | ----------------- | ------ |
| Deutschland (GfK)        | 18 (2 Wo.)        | 2      |
| Österreich (Ö3)          | 50 (1 Wo.)        | 1      |
| Schweiz (IFPI)           | 19 (4 Wo.)        | 4      |